# Лазерне зварювання
Ла́зерне зва́рювання — зварювання плавленням, при якому джерелом тепла для розплавлення частин з'єднання є енергія світлового променя, одержана від оптичного квантового генератора — лазера.
Сутність процесу утворення лазерного променю полягає в такому: За рахунок накачування зовнішньої енергії (електрична, світлова, теплова, хімічна) атоми активної речовини випромінювача переходять в збуджений стан. Потім збуджений атом може випромінити одержану енергію у вигляді фотона і повернутися в попередній незбуджений стан.
Для утворення лазерного пучка світла потрібно виконати такі умови:
- Потрібно забезпечити резонанс — збіг частоти падаючого світла з однією з частот енергетичного спектра атома.
- Для генерації когерентного світла необхідно перевести енергетичний спектр атомів в активний стан за допомогою підкачки енергії.
- В процесі генерації енергії частина випромінюваної енергії повинна залишатися всередині робочої речовини, викликаючи вимушене випромінювання новими порціями атомів.
- Посилення, що забезпечується робочою речовиною, повинно перевищувати деяке порогове значення, щоб генеруєме випромінювання не затухало.

Виконання цих умов дозволяє створити систему, здатну генерувати когерентне світлове випромінювання — «оптичний квантовий генератор» (ОКГ) або лазер.